# Liv Del Estal
Liv Freiss, plus connue sous le nom de Liv Del Estal, née le 14 janvier 1996 à Paris, est une auteure-compositrice-interprète et actrice franco-argentine.

## Biographie
Fille de l'acteur français Stéphane Freiss et d'une mère argentine, Liv Del Estal évolue dès son jeune âge dans un univers artistique et se passionne pour le chant. Formée au chant, théâtre et à la danse à l'AID (Académie internationale de danse) puis aux cours Florent, elle participe à la saison 11 de Nouvelle Star en 2014, mais échoue avant les directs de l'émission. C'est en 2018 qu'elle se fait connaître du grand public, en participant à la septième saison de The Voice sur TF1 dans l'équipe de Zazie. Elle sera éliminée lors la 13e semaine du concours, aux portes des quarts de finale.
Repérée par le label Decca Records France, elle signe un contrat chez Universal Music en 2019 et sort un premier morceau "Devant le cinéma". En parallèle, elle rejoint les talents de l'agence artistique VMA, représentée par Bertrand de Labbey. Elle décroche ses premiers rôles dans les séries de TF1 Alice Nevers et H24. Elle incarne également le personnage de Louise dans la série Validé de Franck Gastambide sur Canal+, et participe à la bande-originale avec le morceau Follow. En 2020, elle intègre le casting de la série Une si longue nuit et publie en 2021 son premier EP : ma vie en vrac.
De 2015 à 2018, elle fréquente le chanteur Xam Hurricane. Depuis 2024, elle fréquente le chanteur Zaoui.[réf. nécessaire]

## Discographie

### Collaborations
| Titre                               | Année | Artiste                              | Album                               |
| ----------------------------------- | ----- | ------------------------------------ | ----------------------------------- |
| L'Ivrogne                           | 2019  | Multi-artistes                       | Brel - Ces gens-là                  |
| Follow                              | 2020  | Multi-artistes                       | Validé (BO de la série)             |
| Time for a change (Can you feel it) | 2022  | Elephant                             | Time for a change (Can you feel it) |
| Sans se dire adieu                  | 2023  | Zaoui                                | Pulsations tendres et violentes     |
| Ring Ring                           | 2025  | Bagarre, Lulu Van Trapp, Louisadonna | Nous étions cinq                    |

## Filmographie
Sauf indication contraire, les informations mentionnées dans cette section peuvent être confirmées par les bases de données cinématographiques IMDb et Allociné,  présentes dans la section « Liens externes ».

### Télévision
- 2019 : Alice Nevers : Le juge est une femme (TF1), saison 16 épisodes 108 & 109 : Fanny Delrieux
- 2019 : H24 : Rebecca
- 2019 : Validé (série Canal+) de Franck Gastambide : Louise
- 2020 : Une si longue nuit : Gloria Fabre[6],[8],[9]
- 2023 : Mémoires à vif de Julie Gali : Lola Bonfanti[10],[11]

### Cinéma
- 2024 : L'Amour ouf de Gilles Lellouche